# 尼扎斯 (热尔省)
尼扎（法語：Nizas）是法国热尔省的一个市镇，属于欧什区（Auch）萨马唐县（Samatan）。该市镇总面积4.16平方公里，2009年时的人口为153人。

## 人口
尼扎人口变化图示